# Вулканско острво
Вулканска острва образује изливена вулканска лава. Обично су мала и висока. Ако вулканска активност траје дуже време, њихов раст се наставља и после њиховог појављивања на површини. Понекад после краћег или дужег времена нестају без трага.
У Средозеном мору се 1831. године појавило острво Јулија. После три месеца је нестало.
Године 1796. у Алеутском архипелагу је избио омањи вулкан који је тако брзо растао, да је кроз неколико година његова површина износила 30 km². Руси су му наденули име Јована Богослова. Године 1833. поред њега се појавило још једно острвце и спојило са њим. Кроз неколико година већ су постојала 4 острва висока око 300 m.
Хавајска острва су вероватно настала на исти начин. Настала су радом пет посебних вулкана, од којих су два и данас активна. Један од њих је Мауна Лоа који је висок преко 9000 m у односу на околно дно океана.